# Dak Prescott
Rayne Dakota "Dak" Prescott (Sulphur, 29 de julho de 1993) é um jogador profissional de futebol americano que atua como quarterback titular do Dallas Cowboys, na National Football League. Ele jogou no futebol americano universitário pelo Mississippi State Bulldogs, onde foi quarterback titular de 2013 até 2015, detendo todos os recordes de passes da instituição. 
Prescott foi a 135ª escolha geral dos Cowboys no NFL Draft de 2016 e recebeu o posto de titular logo em seu primeiro ano, após a lesão de Tony Romo na pré-temporada. Naquele ano, ele se destacou, batendo diversos recordes e liderando a equipe a primeira colocação na conferência e classificação direta na pós-temporada, com 13 vitórias e 3 derrotas. Em seu ano de estreia na liga, venceu o prêmio de calouro ofensivo da temporada, além de receber sua primeira indicação ao Pro Bowl.
Em março de 2021, renovou seu contrato com Dallas por mais quatro anos por US$ 160 milhões de dólares (três-quartos deste valor sendo de dinheiro garantido). Uma nova renovação contratual foi assinada em 2024, estendendo seu vínculo com os Cowboys por mais quatro anos por cerca de US$ 240 milhões de dólares.

## Vida Pessoal

### Nascimento & Ensino Médio
Nascido em Haughton, Louisiana, Dak era o mais novo dos três filhos de Peggy Prescott, e enquanto ela trabalhava como gerente de uma parada de caminhões, Prescott estudou na Haughton High School em sua cidade natal, onde jogou futebol americano para os Buccaneers.
Como sênior, em seu último ano de ensino médio, completou 159 de 258 passes para 2.860 jardas e 39 touchdowns. Ele também correu para 951 jardas em 90 tentativas com 17 touchdowns, e levou Haughton a se tornar Campeão do Distrito 1-4A de 2010. Sua mãe, Peggy, que lutava contra um câncer de cólon, faleceu em 3 de novembro de 2013, em sua homenagem, Dak escolheu o número 4 ao chegar no Dallas Cowboys, data de nascimento de sua mãe, 4 de de Setembro. 

### Transição a Universidade
Prescott foi avaliado como recruta três estrelas pela 247Sports.com em 2011, recebendo ofertas tanto das universidades de Mississipi State e Lousiana State (LSU) e acabou indo para Mississipi. 

## Carreira Universitária
Prescott foi redshirt - portanto, ficou durante um ano treinando para aumentar seu período de elegibilidade. E em 2012, foi um True Freshman, ou seja, começou a jogar logo em sua primeira temporada em Mississippi State em 2012, como reserva de Tyler Russell, atuando em 12 partidas e completando 18 de 29 passes para 194 jardas com quatro touchdowns passados e nenhuma interceptação. Ele também marcou quatro touchdowns corridos, com 110 jardas em 32 corridas. 

### Temporada de 2013
Em 2013, Dak começou como reserva de Russell novamente, mas assumiu como titular quando Russell sofreu uma concussão. Ele jogou 11 partidas, completando 156 de 267 passes para 1.940 jardas com 10 touchdowns e sete interceptações, além de correr para 829 jardas em 134 corridas com 13 touchdowns. Após a classificação e vitória no Liberty Bowl, ele foi considerado o Most Valuable Player, após guiar os Bulldogs a uma vitória por 44 a 7 sobre o Rice Owls. Seu desempenho na temporada de 2013 ficou em sétimo em jardas de passagem (1.940), empatado em quinto em touchdowns corridos (13) e em quarto em jardas totais (2.769) e touchdowns totais (23). Após a temporada, foi nomeado ao Fall Academic Honor Roll da Southeastern Conference (SEC).

### Temporada de 2014
Na próxima temporada, em 2014, em seu terceiro ano universitário, foi sua primeira temporada como titular. Prescott levou os Bulldogs a um recorde de temporada regular de 10 vitórias e 2 derrotas, primeira vez em que a universidade se classificou em primeiro lugar, além disso, a equipe foi ao Orange Bowl.Durante a temporada, Prescott quebrou 10 recordes escolares, incluindo: jardas de passes em uma única temporada (3.449), jardas totais de ataque total (4.435), touchdowns de passes (27) e touchdowns totais (41). Por fim, seus 14 touchdowns corridos estão empatados em quarto lugar na história da escola. 
Prescott também recebeu vários elogios ao longo e após a temporada, sendo nomeado ao Manning Award Player of the Week, cinco vezes, Jogador Ofensivo da Semana 2014 da SEC três vezes, Athlon Sports, Davey O'Brien, Maxwell Award Player of the Week duas vezes cada e foi o 24/7 Sports National Offensive Player of Week (na LSU). Além de ser nomeado All-American com Menção Honrosa de 2014 pela SI.com, foi nomeado para a equipe First-Team All-SEC de 2014 pela AP, Coaches e ESPN.com e estava no SEC Fall Academic Honor Roll.
Ele venceu o Troféu Conerly, foi finalista do Prêmio Maxwell, do Prêmio Davey O'Brien, do Prêmio Johnny Unitas Golden Arm e do Prêmio Manning. Ele também terminou em oitavo lugar na votação do Troféu Heisman de 2014 e recebeu dois votos de primeiro lugar.

### Temporada de 2015

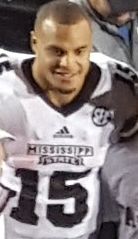
Prescott em 2015

Antes da temporada de 2015, foi nomeado candidato a Jogador Nacional do Ano de 2015, foi selecionado para duas equipes All-American da Pré-temporada (Athlon Sports e Phil Steele) e foi escolhido pela mídia como First Team Preseason All-SEC.Durante a temporada de 2015, se tornou o quarto jogador na história da FBS a passar por 60 touchdowns e correr para 40 touchdowns em uma carreira, juntando-se a Dan LeFevour da Central Michigan, Tim Tebow da Flórida e Colin Kaepernick de Nevada. 
Suas 2.411 jardas corridas o colocam em terceiro lugar de todos os tempos por um quarterback na história da SEC, atrás de Tebow e Matt Jones do Arkansas. Ele ocupa o 4º lugar na história da SEC com 107 touchdowns totais responsáveis por (passes, corridas e recebimentos) e o quinto no total de jardas (corridas e passes) com 11,153. 
Sua sequência de 288 tentativas de passe consecutivas sem lançar uma interceptação é a mais longa da história da escola e a terceira mais longa da história da Southeastern Conference (SEC). 
No jogo dos Bulldogs de 2015 contra o Arkansas, ele estabeleceu o recorde de jogo único da escola e empatou o recorde de jogo único da SEC para touchdowns, com sete (cinco por passe e dois corridos) e estabeleceu um novo recorde escolar para passes para touchdown em um único jogo. 
Ele foi nomeado o AutoNation National Offensive Player of the Week pela Football Writers Association of America, o Davey O'Brien Award National Quarterback of the Week, um Manning Award Star of the Week pelo Allstate Sugar Bowl e o jogador ofensivo da SEC da semana após sua atuação na vitória dos Bulldogs sobre Kentucky; um jogo no qual ele passou por 348 jardas e três touchdowns junto a 117 jardas e três touchdowns de corrida. 
Os seis touchdowns em uma única competição empataram o recorde escolar estabelecido por Jackie Parker em 1952 e Prescott se tornou o primeiro jogador na história da escola a arremessar mais de 300 jardas e correr mais de 100 jardas no mesmo jogo. Esta foi a quarta vez que ele foi nomeado Jogador Ofensivo da Semana da Southeastern Conference (SEC), o maior número na história do programa.
Prescott recebeu ainda mais reconhecimento nacional ao ser colocado em várias listas de observação de prêmios nacionais, incluindo ser nomeado finalista do Johnny Unitas Golden Arm Award, semifinalista tanto do Prêmio Maxwell quanto do Davey O'Brien e colocado na lista de observação ao Walter Camp Player of the Year Award, Manning Award, Wuerffel Trophy e Senior Bowl. Além disso, ele venceu o Senior CLASS Award, e foi premiado com o 2017 NCAA Today's Top 10 Award. No total  em 2015, ele passou 3.793 jardas para 29 touchdowns de passe e 10 touchdowns de corrida. 
No total de sua carreira universitária, Prescott terminou em terceiro na história da Southeastern Conference (SEC) em jardas totais, e em quarto em touchdowns totais. Além disso, acumula quase 38 recordes universitários pelo Mississipi State Bulldogs. 

### Estatísticas Universitárias
| Estatísticas Universitárias na NCAA | Estatísticas Universitárias na NCAA | Estatísticas Universitárias na NCAA | Estatísticas Universitárias na NCAA | Estatísticas Universitárias na NCAA | Estatísticas Universitárias na NCAA | Estatísticas Universitárias na NCAA | Estatísticas Universitárias na NCAA | Estatísticas Universitárias na NCAA | Estatísticas Universitárias na NCAA | Estatísticas Universitárias na NCAA | Estatísticas Universitárias na NCAA | Estatísticas Universitárias na NCAA | Estatísticas Universitárias na NCAA | Estatísticas Universitárias na NCAA | Estatísticas Universitárias na NCAA | Estatísticas Universitárias na NCAA | Estatísticas Universitárias na NCAA |
| Mississippi State Bulldogs          | Mississippi State Bulldogs          | Mississippi State Bulldogs          | Mississippi State Bulldogs          | Mississippi State Bulldogs          | Mississippi State Bulldogs          | Mississippi State Bulldogs          | Mississippi State Bulldogs          | Mississippi State Bulldogs          | Mississippi State Bulldogs          | Mississippi State Bulldogs          | Mississippi State Bulldogs          | Mississippi State Bulldogs          | Mississippi State Bulldogs          | Mississippi State Bulldogs          | Mississippi State Bulldogs          | Mississippi State Bulldogs          | Mississippi State Bulldogs          |
| Temporada                           | Jogos disputados                    | Passando                            | Passando                            | Passando                            | Passando                            | Passando                            | Passando                            | Passando                            | Passando                            | Correndo                            | Correndo                            | Correndo                            | Correndo                            | Recebendo                           | Recebendo                           | Recebendo                           | Recebendo                           |
| Temporada                           | Jogos disputados                    | Cmp                                 | Ten                                 | Pct                                 | Jardas                              | Médio                               | TD                                  | Int                                 | Rtg                                 | Ten                                 | Jardas                              | Média                               | TD                                  | Rec                                 | Jardas                              | Média                               | TD                                  |
| ----------------------------------- | ----------------------------------- | ----------------------------------- | ----------------------------------- | ----------------------------------- | ----------------------------------- | ----------------------------------- | ----------------------------------- | ----------------------------------- | ----------------------------------- | ----------------------------------- | ----------------------------------- | ----------------------------------- | ----------------------------------- | ----------------------------------- | ----------------------------------- | ----------------------------------- | ----------------------------------- |
| 2012                                | 12                                  | 18                                  | 29                                  | 62,1%                               | 194                                 | 6,7                                 | 4                                   | 0                                   | 163,8                               | 32                                  | 118                                 | 3,7                                 | 4                                   | 0                                   | 0                                   | 0.0                                 | 0                                   |
| 2013                                | 11                                  | 156                                 | 267                                 | 58,4%                               | 1 940                               | 7,3                                 | 10                                  | 7                                   | 126,6                               | 134                                 | 829                                 | 6,2                                 | 13                                  | 2                                   | 53                                  | 26.5                                | 2                                   |
| 2014                                | 13                                  | 244                                 | 396                                 | 61,6%                               | 3 449                               | 8.7                                 | 27                                  | 11                                  | 151,7                               | 210                                 | 986                                 | 4.7                                 | 14                                  | 2                                   | 35                                  | 17,5                                | 1                                   |
| 2015                                | 13                                  | 316                                 | 477                                 | 66,2%                               | 3 793                               | 8,0                                 | 29                                  | 5                                   | 151,0                               | 160                                 | 588                                 | 3,7                                 | 10                                  | 0                                   | 0                                   | 0,0                                 | 0                                   |
| Carreira                            | 49                                  | 734                                 | 1 169                               | 62,8%                               | 9 376                               | 8.0                                 | 70                                  | 22                                  | 146,0                               | 536                                 | 2 521                               | 4,0                                 | 41                                  | 4                                   | 88                                  | 22,0                                | 3                                   |

### Recordes e Honrarias Universitárias
- Recorde em partida única em jardas passados no Orange Bowl (453)[28]
- Recorde em partida única em tentativas de passes no Orange Bowl (51, empatado)
- Recorde em partida única em passes completos no Orange Bowl (33, empatado)
- Recorde em partida única em jardas de passes no Belk Bowl (380)[29]
- Recorde em partida única em jardas totais no Belk Bowl (427)
- Recorde em partida única em passes para touchdown no Belk Bowl (4, empatado)
- 2016 Senior Bowl Most Outstanding Player[30]
- 2015 Senior Class Award[31]
- 2014 and 2015 Conerly Trophy[32][33]
- 2015 Belk Bowl MVP[34]
- 2013, 2014, and 2015 SEC Fall Academic Honor Roll[35][36][37]
- 2015 SEC Offensive Player of the Week (em Arkansas e vs. Kentucky)[38][39]
- 2014 and 2015 First-team All-SEC (AP and Coaches)
- 2014 SEC Offensive Player of Week (em LSU, vs. Auburn, e vs. Vanderbilt)
- 2013 Liberty Bowl MVP[39]

## Carreira Profissional

### Temporada de 2016

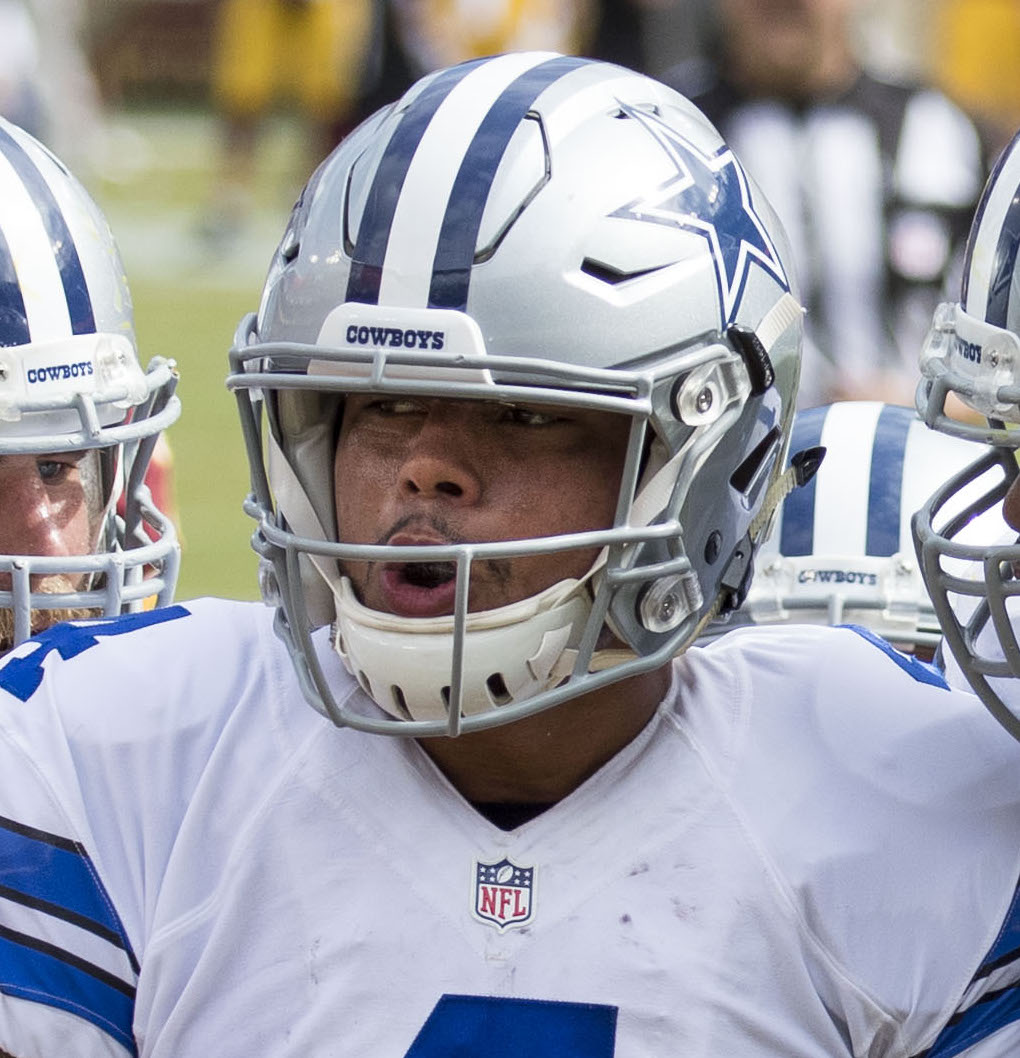
Prescott em 2016 jogando em Landover, Maryland.

O Dallas Cowboys entrou no Draft da NFL de 2016 com um plano para adquirir um jovem quarterback para desenvolver por trás de Tony Romo, eles selecionaram Prescott na quarta rodada (135º no geral), assinando um contrato de 4 anos com o jovem jogador. Quando Prescott se juntou ao Cowboys para seu training camp enquanto novato, recebeu o número 10 para sua camisa, já que o veterano wide receiver, Devin Street, ocupava o 15, numeração que Prescott utilizou durante a universidade. Porém, ele logo decidiu mudar para o #4 em homenagem a sua mãe, cujo aniversário é em 4 de setembro, sendo o primeiro quarterback do Dallas Cowboys na história a usar o número quatro. 
Não demorou muito para que Prescott subisse e iniciasse uma competição pela reserva da posição, já que Kellen Moore, reserva imediato, quebrou sua tíbia direita durante a primeira semana do training camp e após o Cowboys não conseguiram chegar a um acordo com o Cleveland Browns para uma negociação por seu quarterback reserva, Josh McCown.
Após a lesão de Moore, Prescott competiu com o quarterback, segundoanista, Jameill Showers para assumir a reserva de Tony Romo. Vários relatórios do training camp de agosto indicaram que Showers superou Prescott, mostrando maior precisão e uma liberação da bola mais rápida. No entanto, a comissão técnica do Cowboys optaram por iniciar na abertura da pré-temporada contra o Los Angeles Rams com Prescott na titularidade. E ele, respondeu bem, guiando o ataque. Prescott completou 10 de 12 passes para 139 jardas e dois touchdowns em uma metade da ação, embora Dallas perdesse a partida por 28 a 24. Prescott continuou sua sequência de passes sem interceptação pelo resto da pré-temporada, impressionando a todos com sua postura de veterano e tomada de decisões.
Após o quarterback e ídolo da franquia, Tony Romo sofreu uma fratura por compressão vertebral durante o primeiro quarto da partida três da pré-temporada, contra o Seattle Seahawks, e com o tempo de recuperação projetado de Romo de 8 a 10 semanas, Prescott foi nomeado titular do Cowboys para o início da temporada de 2016.
A primeira partida profissional de Prescott como titular na National Football League, foi uma partida em casa, no dia 11 de setembro em casa contra o rival, New York Giants, tornando-se o quarto quarterback novato a abrir a temporada como titular na história da franquia, e o primeiro novato a começar como quarterback do Cowboys desde Quincy Carter em 2001. Apesar da derrota por 20 a 19, ele totalizou 227 jardas de passe. Durante a semana 2 contra o Washington Football Team, Prescott teve 292 jardas de passe e um touchdown corrido na vitória de Dallas por 27 a 23. O primeiro passe para touchdown de Prescott veio na semana três, com um passe de 17 para o wide receiver, Dez Bryant, na vitória por 31 a 17 em cima do Chicago Bears, na partida, ele arremessou para 248 jardas, lançou um touchdown e correu para um touchdown. 
Na Semana 4 contra o San Francisco 49ers, fora de casa, Prescott passou por dois touchdowns e 245 jardas na vitória dos Cowboys, por 24-17. Contra o Cincinnati Bengals na Semana 5, Prescott arremessou para 227 jardas e um touchdown, além de correr para um touchdown na vitória dos Cowboys por 28 a 14. Durante a semana 6 contra o Green Bay Packers, Prescott teve três touchdowns e 247 jardas de passe, na vitória por 30 a 16. Esta partida, inclusive, marcou o fim da sequência de passes livre de interceptações de Prescott, após 176 tentativas, não conseguindo alcançar a marca de 162 de Tom Brady.  Após a semana de folga - bye week - os Cowboys enfrentaram o Philadelphia Eagles na Semana 8 contra o também quarterback calouro, Carson Wentz. Os Cowboys prevaleceram na prorrogação por 29 a 23, com Prescott totalizando três touchdowns (dois passes e um correndo) em 287 jardas de passe e uma interceptação.  

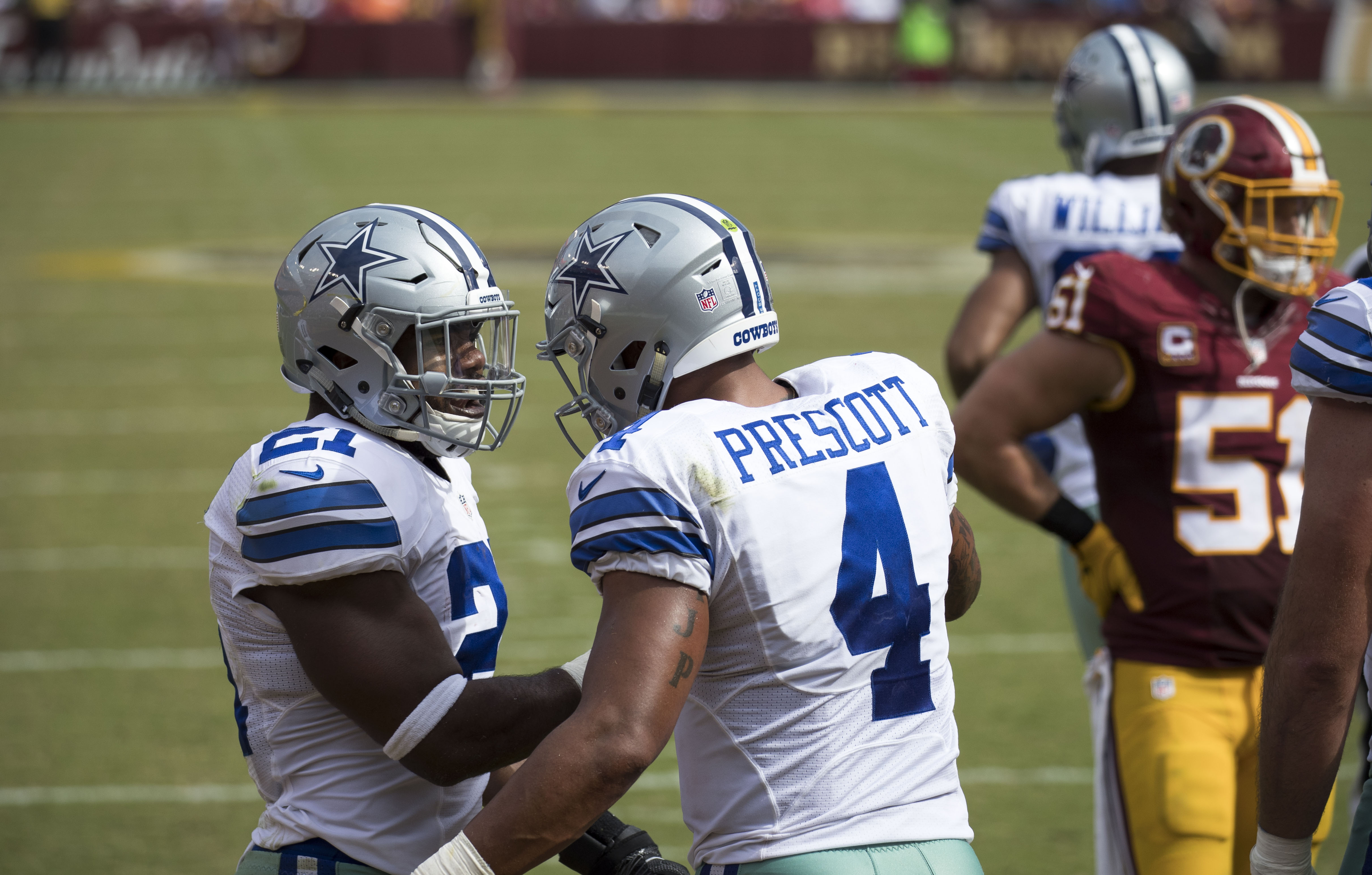
Dak Prescott e Ezekiel Elliot em 2016.

Contra o Cleveland Browns, na semana 9 os Cowboys vencerem por 35 a 10, com Prescott fornecendo 247 jardas de passe e três touchdowns. Na Semana 10 contra o Pittsburgh Steelers, veio outra vitória, por 35 a 30, com Prescott passando para 319 jardas e três touchdowns. Um dos touchdowns foi o recorde de jardas passes em uma jogada, para o também calouro, Ezekiel Elliott, com 83 jardas em um screen pass. A sequência de vitórias dos Cowboys, continuaram na semana 11 após derrotar o Baltimore Ravens por 27 a 17, com Prescott lançando para 301 jardas e três touchdowns. Na importante e popular partida anual no dia de Ação de Graças, na semana 12, veio outra vitória por 31 a 26 sobre o Washington Football Team, na segunda partida de divisão entre as duas equipes. Prescott teve dois touchdowns (um corrido e um passado), além de 195 jardas de passe. Seu excelente desempenho em novembro rendeu-lhe o prêmio de calouro ofensivo do mês (Offensive Rookie of the Month).
Na semana 13 contra o Minnesota Vikings, os Cowboys venceram por 17 a 15, com Prescott passando por 139 jardas e um touchdown. Foi só na semana seguinte, a décima quarta, que veio a segunda derrota na temporada, por 10 a 7 contra o rival de divisão, New York Giants, nesta partida, Prescott passou para 169 jardas e um touchdown. Contra o Tampa Bay Buccaneers, na semana 15, veio mais uma vitória por 26 a 20, com Prescott fornecendo 279 jardas de passe e um touchdown corrido. Já na penúltima partida da temporada, o Cowboys venceu o Detroit Lions por 42 a 21, com 212 jardas passadas e três touchdowns, de Prescott. 
Por fim, na partida final e com a primeira colocação na conferência garantida, para preservar seus jogadores a pré-temporada, o Dallas Cowboys resolveu descansar diversos titulares. Na derrota contra o Philadelphia Eagles por 27 a 13, Prescott tentou apenas oito passes para um total de 37 jardas, antes de ser substituído e ir ao banco. 
Como um novato, Prescott começou todos os 16 jogos e acumulou um total de 3.667 jardas passadas, 282 jardas corridas, 29 touchdowns totais e apenas quatro interceptações, e 67,8% de porcentagem de passes, classificando-se assim,  em 4º lugar entre os quarterbacks da NFL em 2016.
Na pós - temporada, após a classificação em primeiro lugar na conferência e o título da NFC East, a equipe se classificou automaticamente à Rodada Divisional, contra o Green Bay Packers, apesar de um grande desempenho de Prescott com 24 passes completados entre 38 tentativas, 302 jardas passadas, três touchdowns e apenas uma interceptação, a equipe perdeu por 34 a 31, sendo eliminada e encerrando a temporada.
Após sua temporada espetacular de estreia, Prescott foi selecionado para o Pro Bowl e nomeado o NFL Offensive Rookie of the Year, recebendo 28 de 50 votos, derrotando o running back e companheiro de equipe Ezekiel Elliott por 7 votos. Ele também foi classificado em 14º por seus colegas no ranking da NFL dos melhores jogadores de 2017. Ele foi nomeado para o PFWA All-Rookie Team, tornando-se o segundo quarterback do Cowboys a receber este prêmio, juntando-se a Troy Aikman em 1989.

### Temporada de 2021
Os Cowboys colocaram a marca de franquia exclusiva - franchise tag -  em Prescott pela segunda temporada consecutiva em 9 de março de 2021, e posteriormente assinaram uma extensão de contrato de quatro anos com os Cowboys no dia seguinte, no valor de US$160 milhões com US$126 milhões garantidos. O acordo incluiu um bônus de assinatura de US$66 milhões, o maior na história da NFL. Recentemente, Prescott deixou seu acordo de patrocínio com a Adidas e assinou um contrato de 5 anos com a Jordan.

### Temporada de 2022
Na primeira semana da temporada, contra o Buccaneers, Prescott não teve um bom jogo, completando 14 de 29 passes para 134 jardas e uma interceptação antes de deixar o jogo no quarto período com uma lesão no polegar direito na derrota por 19 a 3. Mais tarde, foi anunciado que Prescott perderá de 6 a 8 semanas devido à lesão no polegar. Prescott voltou na Semana 7 contra os Lions, onde lançou para 207 jardas e um touchdown na vitória por 24 a 6. Prescott terminou a temporada com 2 860 jardas aéreas, 23 touchdowns e 15 interceptações (a pior marca da carreira) em doze jogos.
Na rodada de repescagem (wild card) dos playoffs, Prescott completou 25 de 33 passes para 305 jardas, quatro touchdowns aéreos e um outro terrestre na vitória dos Cowboys sobre o Buccaneers por 31 a 14. Na semana seguinte, na rodada divisional, Prescott lançou para apenas 206 jardas e um touchdown, mas também duas interceptações na derrota dos Cowboys por 19 a 12 contra os 49ers. Ele acabou vencendo o prêmio NFL Walter Payton Man of the Year de 2022.

### Temporada de 2024
Em 8 de setembro de 2024, Prescott e os Cowboys concordaram com os termos de uma extensão de contrato de quatro anos no valor de US$ 240 milhões de dólares, incluindo US$ 231 milhões garantidos e um bônus de assinatura de US$ 80 milhões. Com uma média de US$ 60 milhões por ano, o acordo dava a Prescott o maior valor médio anual da história da NFL até aquele momento. Após uma temporada abaixo das expectativas, Dak se machucou na semana 9 numa derrota contra os Falcons. Um diagnóstico inicial revelou que Prescott sofreu uma avulsão parcial do tendão da coxa direita, o que o deixaria afastado por várias semanas. Em 12 de novembro, foi anunciado que ele perderia a temporada inteira devido a contusão.

## Estatísticas Profissionais

### Temporada Regular
| Temporada Regular |       |       |                 |                 |                 |                 |                 |                 |                 |                 |                 |                     |                     |                     |                     |                     |         |          |
| Dallas Cowboys    |       |       |                 |                 |                 |                 |                 |                 |                 |                 |                 |                     |                     |                     |                     |                     |         |          |
| Ano               | Jogos | Jogos | Passando a bola | Passando a bola | Passando a bola | Passando a bola | Passando a bola | Passando a bola | Passando a bola | Passando a bola | Passando a bola | Correndo com a bola | Correndo com a bola | Correndo com a bola | Correndo com a bola | Correndo com a bola | Fumbles | Fumbles  |
| Ano               | J     | JT    | Comp            | Tentados        | Pct             | Jardas          | Média           | Lng             | TD              | Int             | Rtg             | Ten                 | Jardas              | Média               | Lng                 | TD                  | Fum     | Perdidos |
| 2016              | 16    | 16    | 311             | 459             | 67,8%           | 3 667           | 8,0             | 83E             | 23              | 4               | 104,9           | 57                  | 282                 | 4,9                 | 18                  | 6                   | 9       | 4        |
| 2017              | 16    | 16    | 308             | 490             | 62,8%           | 3 324           | 6,8             | 81E             | 22              | 13              | 86,6            | 57                  | 357                 | 6,3                 | 21                  | 6                   | 4       | 3        |
| 2018              | 16    | 16    | 356             | 526             | 67,7%           | 3 885           | 7,4             | 90E             | 22              | 8               | 96,9            | 75                  | 305                 | 4,1                 | 28                  | 6                   | 12      | 6        |
| 2019              | 16    | 16    | 388             | 596             | 65,1%           | 4 902           | 8,2             | 62              | 30              | 11              | 99,7            | 52                  | 277                 | 5,3                 | 42                  | 3                   | 6       | 2        |
| 2020              | 5     | 5     | 151             | 222             | 68%             | 1 856           | 8,4             | 58              | 9               | 4               | 99,6            | 18                  | 93                  | 5,2                 | 12                  | 3                   | 3       | 3        |
| 2021              | 16    | 16    | 410             | 596             | 68,7%           | 4 449           | 7,4             | 51              | 37              | 10              | 104,2           | 48                  | 146                 | 3,2                 | 21                  | 1                   | 14      | 6        |
| 2022              | 12    | 12    | 261             | 394             | 66,2%           | 2 860           | 7,3             | 68              | 23              | 15              | 91,1            | 45                  | 182                 | 4,0                 | 25                  | 1                   | 4       | 1        |
| 2023              | 17    | 17    | 410             | 590             | 69,5%           | 4 516           | 7,7             | 92              | 36              | 9               | 105,9           | 55                  | 242                 | 4,4                 | 22                  | 2                   | 4       | 2        |
| 2024              | 8     | 8     | 185             | 286             | 64,7%           | 1 978           | 6,9             | 65              | 11              | 8               | 86,0            | 13                  | 54                  | 4,2                 | 22                  | 1                   | 4       | 1        |
| Carreira          | 122   | 122   | 2 780           | 4 159           | 66,8%           | 31 437          | 7,6             | 92              | 213             | 82              | 98,1            | 420                 | 1 938               | 4,6                 | 42                  | 29                  | 60      | 28       |